# 纤颈龙属
纤颈龙属（学名：Gracilicollum）是长颈龙科的一属。

## 下属物种
本属包括以下物种：
- 隐秘细颈龙 Gracilicollum latens [1][2]